# CP-Fußball
CP-Fußball ist eine Fußball-Sportart aus dem Bereich der Cerebralparetersport für Sportler mit Infantiler Zerebralparese und anderen neurologischen Krankheiten, inklusive Schlaganfall und Schädel-Hirn-Trauma. Eine Mannschaft besteht in der Regel aus sieben Spielern, von denen einer der Torwart ist. Der Ball darf mit dem ganzen Körper gespielt werden mit Ausnahme der Arme und Hände; vorwiegend wird er mit dem Fuß getreten. Nur der Torwart (innerhalb des eigenen Strafraums) – und auch die Feldspieler beim Einwurf – dürfen den Ball mit den Händen berühren.

## Geschichte
Der erste internationale Wettkampf im CP-Fußball fand in Edinburgh in Schottland 1978 im Rahmen der dritten Auflage der CPISRA-Spielen, in dem Jahr in dem auch die Cerebral Palsy International Sports and Recreation Association (CPISRA) gegründet wurde.
1982 wurden die ersten Weltmeisterschaften bei den CPISRA World Games in Dänemark ausgetragen, drei Jahre später, 1985 das erste regionale Turnier in Glasgow. 1984 wurde CP-Fußball in das paralympischen Programm aufgenommen: Belgien schlägt Irland im Finale. Von 1988 bis 1996 gewann die Niederlande alle paralympischen Turniere. Vier Jahre später, 2000, schlägt Russland die Ukraine. 2006 wurde eine Europameisterschaft ausgespielt. Ukraine und Russland dominieren zurzeit die Wettkämpfe.
Bis Ende 2014 war die CPISRA dafür zuständig, die diesen Mannschaftssport unter dem Namen Football 7-a-side (deutsch 7er-Fußball) ausgetragen hat. 2015 wurde die International Federation of Cerebral Palsy Football (IFCPF) gegründet und sämtliche Fußballbewerbe von der CPISRA übernommenen. Dazu gehören Weltmeisterschaften, internationale Pokalbewerbe, Europameisterschaften, nationale Turniere, aber auch Fußballturniere bei den World Games oder den Parapan-Amerikaspiele. Das Turnier bei den Paralympischen Sommerspielen wird vom Internationalen Paralympischen Komitee (IPC) veranstaltet.

## Spielprinzip

Spielfeld mit Maßen und Bezeichnungen

Die Spielregeln dieser Sportart stellt nun die IFCPF, früher die CPISRA, auf und wird mit modifizierten FIFA-Regeln gespielt. Diese Änderungen sind unter anderem ein kleineres Spielfeld, das 50 bis 55 m breit und 60 bis 75 m lang ist. Ein Fußballteam besteht aus insgesamt 14 Spielern, inklusive Ersatzspielern, von denen sieben Spieler gleichzeitig auf dem Feld stehen, daher auch 7er-Fußball. Es sind drei Einwechselungen möglich. Im laufenden Spiel gibt es keine Abseitsregel. Die Spieler dürfen den Ball beim Einwurf auch mit einer Hand einrollen. Das Spiel dauert zwei mal 30 Minuten mit einer 15-minütigen Pause.
Beim CP-Fußball werden die Spieler in Sportklassen abhängig von ihrer Behinderung eingeteilt. Dieses Klassen sind:
FT5 (C5)Sportler mit Schwierigkeiten beim Gehen und beim Laufen, aber sie haben keine Probleme im Stehen oder wenn sie den Ball schießen
FT6 (C6)Sportler mit Kontroll- oder Koordinationsproblemen mit ihren Armen. Diese treten besonders beim Laufen hervor.
FT7 (C7)Sportler mit Hemiparese.
FT8 (C8)Sportler mit minimalen Behinderungen, sie müssen berechtigte Kriterien und offensichtliche Beeinträchtigungen beim Fußballspielen aufweisen.
Es sind sieben Spieler oder Spielerinnen pro Mannschaft gleichzeitig aus den vier CP-Klassen FT5 – FT8 spielberechtigt. Dabei müssen Spieler aller CP-Klassen während der ganzen Spielzeit auf dem Spielfeld vertreten sein, auch ein Spieler mit der Klasse FT5 oder FT6. Es darf nur ein Spieler mit der Klasse FT8 vertreten sein.

## Verbreitung
CP-Fußball international

Folgende Nationen haben eine Fußballnationalmannschaft:
AfrikaGhana, Nigeria, Südafrika, Tunesien
AmerikaArgentinien, Brasilien, Chile, Kanada, Kolumbien, Mexiko, USA, Venezuela
AsienChina, Indien, Iran, Japan, Jordanien, Korea, Macao, Malaysia, Myanmar, Singapor, Thailand und die Vereinigten Arabischen Emirate
EuropaBelgien, Dänemark, Deutschland, England, Finnland, Frankreich, Irland, Italien, Niederlande, Norwegen, Nordirland, Portugal, Österreich, Russland, Schottland, Spanien, Türkei, Ukraine und Wales
CP-Fußball in Deutschland

Im November 2010 fand in Deutschland ein erster Workshop zum Thema Fußball 7-a-side statt. Seitdem wird eine Nationalmannschaft aufgebaut, die sich in den nächsten Jahren für ein internationales Turnier qualifizieren soll.
CP-Fußball in Österreich

CP-Fußball wird in Österreich seit 2010 gespielt.

## Turniere im Überblick
Im CP-Fußball werden Europameisterschaften, Interkontinentale Pokale, Weltmeisterschaften und paralympische Turniere ausgetragen.

### Weltweite Turniere
Sommer-Paralympics
| Jahr         | Gastgeber        |                                | Finale                         | Finale                         | Finale                         |                                | Spiel um Platz drei            | Spiel um Platz drei            | Spiel um Platz drei | Ref. |
| Jahr         | Gastgeber        | Sieger                         | Ergebnis                       | 2. Platz                       | 3. Platz                       | Ergebnis                       | 4. Platz                       |                                |                     | Ref. |
| ------------ | ---------------- | ------------------------------ | ------------------------------ | ------------------------------ | ------------------------------ | ------------------------------ | ------------------------------ | ------------------------------ | ------------------- | ---- |
| 1984 Details | Stoke Mandeville | Belgien                        | 1:0                            | Irland                         | Vereinigtes Königreich         | 3:1                            | Portugal                       | [ 11 ]                         |                     |      |
| 1988 Details | Seoul            | Niederlande                    | 1                              | Belgien                        | Irland                         | 1                              | Südkorea                       | [ 11 ] [ 12 ]                  |                     |      |
| 1992 Details | Barcelona        | Niederlande                    | 3:2                            | Portugal                       | Irland                         | 0:0 n. V. 2:1 i. E.            | UK                             | [ 11 ] [ 12 ]                  |                     |      |
| 1996 Details | Atlanta          | Niederlande                    | 1:0                            | Russland                       | Spanien                        | 2:1                            | UK                             | [ 11 ] [ 12 ]                  |                     |      |
| 2000 Details | Sydney           | Russland                       | 3:2                            | Ukraine                        | Brasilien                      | 2:1                            | Portugal                       | [ 11 ]                         |                     |      |
| 2004 Details | Athen            | Ukraine                        | 4:1                            | Brasilien                      | Russland                       | 5:0                            | Argentinien                    | [ 11 ]                         |                     |      |
| 2008 Details | Peking           | Ukraine                        | 2:1 n. V.                      | Russland                       | Iran                           | 4:0 (3:0)                      | Brasilien                      | [ 11 ]                         |                     |      |
| 2012 Details | London           | Russland                       | 1:0                            | Ukraine                        | Iran                           | 5:0                            | Brasilien                      | [ 11 ]                         |                     |      |
| 2016 Details | Rio de Janeiro   | Ukraine                        | 2:1 n. V.                      | Iran                           | Brasilien                      | 3:1                            | Niederlande                    | [ 11 ] [ 12 ]                  |                     |      |
| 2020         | Tokio            | Turnier wird nicht ausgetragen | Turnier wird nicht ausgetragen | Turnier wird nicht ausgetragen | Turnier wird nicht ausgetragen | Turnier wird nicht ausgetragen | Turnier wird nicht ausgetragen | Turnier wird nicht ausgetragen | [ 13 ]              |      |
| 2024 Details | Paris            |                                |                                |                                |                                |                                |                                |                                |                     |      |
| 2028 Details | Los Angeles      |                                |                                |                                |                                |                                |                                |                                |                     |      |
| 2032 Details | Brisbane         |                                |                                |                                |                                |                                |                                |                                |                     |      |
| 2036 Details | nicht vergeben   |                                |                                |                                |                                |                                |                                |                                |                     |      |
|              |                  |                                |                                |                                |                                |                                |                                |                                |                     |      |

Weltmeisterschaften und Internationale Pokalturniere
| Jahr         | Gastgeber                     |                    | Finale              | Finale             | Finale    |                                 | Spiel um Platz drei             | Spiel um Platz drei | Spiel um Platz drei | Ref. |
| Jahr         | Gastgeber                     | Sieger             | Ergebnis            | 2. Platz           | 3. Platz  | Ergebnis                        | 4. Platz                        |                     |                     | Ref. |
| ------------ | ----------------------------- | ------------------ | ------------------- | ------------------ | --------- | ------------------------------- | ------------------------------- | ------------------- | ------------------- | ---- |
| 1982 Details | Greve (World Games)           | Irland             | 2:0                 | Niederlande        | Belgien   | keine Informationen vorhanden 2 | keine Informationen vorhanden 2 | [ 11 ] [ 12 ]       |                     |      |
| 1986 Details | Hooglede (World Games)        | Niederlande        | 3:0                 | Belgien            | Irland    | 3                               | Portugal                        | [ 11 ] [ 12 ]       |                     |      |
| 1990 Details | Assen (WM)                    | Niederlande        | 5:0                 | Irland             | Belgien   | keine Informationen vorhanden 2 | keine Informationen vorhanden 2 | [ 11 ] [ 12 ]       |                     |      |
| 1994 Details | Dublin (WM)                   | Niederlande        | 2:0                 | Irland             | Belgien   | 3                               | Spanien                         | [ 11 ] [ 12 ]       |                     |      |
| 1998 Details | Rio de Janeiro (WM)           | Russland           | 3:1                 | Ukraine            | Brasilien | 3:2                             | Spanien                         | [ 11 ]              |                     |      |
| 2001 Details | Nottingham (World Games)      | Ukraine            | 3:1                 | Russland           | Brasilien | 2:0                             | Iran                            | [ 14 ]              |                     |      |
| 2003 Details | Buenos Aires (WM)             | Ukraine            | 3:1                 | Brasilien          | Russland  | 2:1                             | Argentinien                     | [ 11 ]              |                     |      |
| 2005 Details | New London (World Games)      | / Russland Ukraine | 3                   | / Russland Ukraine | Iran      | 9:0                             | Niederlande                     | [ 12 ]              |                     |      |
| 2007 Details | Rio de Janeiro (WM)           | Russland           | 2:1                 | Iran               | Ukraine   | 2:0                             | Brasilien                       | [ 11 ] [ 15 ]       |                     |      |
| 2009 Details | Arnhem (Pokal)                | Ukraine            | 0:0 n. V. 9:8 i. E. | Russland           | Iran      | 1:0                             | Brasilien                       | [ 16 ]              |                     |      |
| 2011 Details | Assen, Emmen, Hoogeveen (WM)  | Russland           | 6:1                 | Iran               | Ukraine   | 8:3                             | Brasilien                       | [ 11 ] [ 17 ]       |                     |      |
| 2013 Details | Sant Cugat del Vallès (Pokal) | Ukraine            | 1:0                 | Brasilien          | Russland  | 4:0                             | Irland                          | [ 18 ]              |                     |      |
| 2015 Details | Burton-upon-Trent (WM)        | Russland           | 1:0                 | Ukraine            | Brasilien | 6:0                             | Niederlande                     | [ 11 ] [ 19 ]       |                     |      |
| 2017 Details | San Luis (WM)                 | Ukraine            | 1:0                 | Iran               | Russlan   | 2:0                             | England                         | [ 20 ]              |                     |      |
| 2019 Details | noch nicht vergeben (Cup)     |                    |                     |                    |           |                                 |                                 | [ 21 ]              |                     |      |
| 2020 Details | noch nicht vergeben (WM)      |                    |                     |                    |           |                                 |                                 | [ 21 ]              |                     |      |
| 2021 Details | noch nicht vergeben (WM)      |                    |                     |                    |           |                                 |                                 | [ 21 ]              |                     |      |
| 2023 Details | noch nicht vergeben (Cup)     |                    |                     |                    |           |                                 |                                 | [ 21 ]              |                     |      |
| 2024 Details | noch nicht vergeben (WM)      |                    |                     |                    |           |                                 |                                 | [ 21 ]              |                     |      |
| 2025 Details | noch nicht vergeben (WM)      |                    |                     |                    |           |                                 |                                 | [ 21 ]              |                     |      |
|              |                               |                    |                     |                    |           |                                 |                                 |                     |                     |      |

### Regionale Turniere
Afrikameisterschaften
Bisher gab es in Afrika keine internationalen Meisterschaften, da es zu wenige Mannschaften gibt.
Amerikanische Meisterschaften
| Jahr         | Gastgeber         | | Finale | Finale | Finale | | Spiel um Platz drei | Spiel um Platz drei | Spiel um Platz drei | Ref. |
| Jahr         | Gastgeber         | Sieger | Ergebnis | 2. Platz | 3. Platz | Ergebnis | 4. Platz | |                     | Ref. |
| ------------ | ----------------- | --- | --- | --- | --- | --- | --- | --- | ------------------- | ---- |
| 1995 Details | unknown           | USA | 4 | Argentinien | Brasilien | 4 | Chile | |                     |      |
| 1999 Details | unknown           | Argentinien | 4 | USA | Brasilien | 4 | Chile | |                     |      |
| 2002 Details | Santiago de Chile | Brasilien | 3:1 | Argentinien | / Chile USA | 5 | / Chile USA | [ 22 ] |                     |      |
| 2003 Details | Mar del Plata     | Es wurde kein 7er-Fußballturnier bei den Parapan-Amerika-Spiele 2003 durchgeführt. | Es wurde kein 7er-Fußballturnier bei den Parapan-Amerika-Spiele 2003 durchgeführt. | Es wurde kein 7er-Fußballturnier bei den Parapan-Amerika-Spiele 2003 durchgeführt. | Es wurde kein 7er-Fußballturnier bei den Parapan-Amerika-Spiele 2003 durchgeführt. | Es wurde kein 7er-Fußballturnier bei den Parapan-Amerika-Spiele 2003 durchgeführt. | Es wurde kein 7er-Fußballturnier bei den Parapan-Amerika-Spiele 2003 durchgeführt. | Es wurde kein 7er-Fußballturnier bei den Parapan-Amerika-Spiele 2003 durchgeführt. |                     |      |
| 2006 Details | Rio de Janeiro    | 2006 wurde in Rio de Janeiro ein CPISRA America Cup geplant. 2007 wurden nicht nur die Parapan America Games, sondern auch die CPISRA Weltmeisterschaft in Rio de Janeiro durchgeführt. | 2006 wurde in Rio de Janeiro ein CPISRA America Cup geplant. 2007 wurden nicht nur die Parapan America Games, sondern auch die CPISRA Weltmeisterschaft in Rio de Janeiro durchgeführt. | 2006 wurde in Rio de Janeiro ein CPISRA America Cup geplant. 2007 wurden nicht nur die Parapan America Games, sondern auch die CPISRA Weltmeisterschaft in Rio de Janeiro durchgeführt. | 2006 wurde in Rio de Janeiro ein CPISRA America Cup geplant. 2007 wurden nicht nur die Parapan America Games, sondern auch die CPISRA Weltmeisterschaft in Rio de Janeiro durchgeführt. | 2006 wurde in Rio de Janeiro ein CPISRA America Cup geplant. 2007 wurden nicht nur die Parapan America Games, sondern auch die CPISRA Weltmeisterschaft in Rio de Janeiro durchgeführt. | 2006 wurde in Rio de Janeiro ein CPISRA America Cup geplant. 2007 wurden nicht nur die Parapan America Games, sondern auch die CPISRA Weltmeisterschaft in Rio de Janeiro durchgeführt. | 2006 wurde in Rio de Janeiro ein CPISRA America Cup geplant. 2007 wurden nicht nur die Parapan America Games, sondern auch die CPISRA Weltmeisterschaft in Rio de Janeiro durchgeführt. |                     |      |
| 2007 Details | Rio de Janeiro    | Brasilien | 5:0 | Argentinien | Kanada | 1:0 | Kanada | [ 23 ] [ 24 ] |                     |      |
| 2010 Details | Buenos Aires      | Brasilien | 4 | USA | Argentinien | 4 | Kanada | [ 25 ] [ 26 ] |                     |      |
| 2011 Details | Guadalajara       | | | | | | | | [ 27 ]              |      |
| 2014 Details | Toronto           | Brasilien | 3:0 | Argentinien | USA | 3:0 | Kanada | [ 28 ] |                     |      |
| 2015 Details | Toronto           | Brasilien | 3:1 | Argentinien | Venezuela | 2:1 | Kanada | [ 29 ] |                     |      |
| 2018 Details | Lima              | | | | | | | [ 21 ] |                     |      |
| 2019 Details | Lima              | | | | | | | [ 21 ] |                     |      |
| 2022 Details | Lima              | | | | | | | [ 21 ] |                     |      |
| 2023 Details | Lima              | | | | | | | [ 21 ] |                     |      |
| 2026 Details | Lima              | | | | | | | [ 21 ] |                     |      |
| 2027 Details | Lima              | | | | | | | [ 21 ] |                     |      |
|              |                   | | | | | | | |                     |      |

Asienmeisterschaften
| Jahr         | Gastgeber           |                               | Finale                        | Finale                        | Finale                        |                               | Spiel um Platz drei           | Spiel um Platz drei | Spiel um Platz drei | Ref. |
| Jahr         | Gastgeber           | Sieger                        | Ergebnis                      | 2. Platz                      | 3. Platz                      | Ergebnis                      | 4. Platz                      |                     |                     | Ref. |
| ------------ | ------------------- | ----------------------------- | ----------------------------- | ----------------------------- | ----------------------------- | ----------------------------- | ----------------------------- | ------------------- | ------------------- | ---- |
| 2002 Details | Busan               | keine Informationen vorhanden | keine Informationen vorhanden | keine Informationen vorhanden | keine Informationen vorhanden | keine Informationen vorhanden | keine Informationen vorhanden | [ 30 ]              |                     |      |
| 2006 Details | Kuala Lumpur        | Iran                          | 5:0                           | Australien                    | China                         | 4:0                           | Japan                         | [ 31 ]              |                     |      |
| 2010 Details | Guangzhou           | Iran                          | 7:0                           | China                         | Japan                         | 2:0                           | Südkorea                      | [ 32 ]              |                     |      |
| 2014 Details | Incheon             | Iran                          | 5:0                           | Japan                         | Südkorea                      | 3:0                           | Singapur                      | [ 33 ]              |                     |      |
| 2018 Details | TBD                 |                               |                               |                               |                               |                               |                               | [ 21 ]              |                     |      |
| 2022 Details | Hangzhou            |                               |                               |                               |                               |                               |                               | [ 21 ]              |                     |      |
| 2026 Details | Nagoya              |                               |                               |                               |                               |                               |                               | [ 21 ]              |                     |      |
| 2030 Details | noch nicht vergeben |                               |                               |                               |                               |                               |                               | [ 21 ]              |                     |      |
|              |                     |                               |                               |                               |                               |                               |                               |                     |                     |      |

Europameisterschaften
| Jahr         | Gastgeber           |             | Finale              | Finale      | Finale                        |                               | Spiel um Platz drei           | Spiel um Platz drei | Spiel um Platz drei | Ref. |
| Jahr         | Gastgeber           | Sieger      | Ergebnis            | 2. Platz    | 3. Platz                      | Ergebnis                      | 4. Platz                      |                     |                     | Ref. |
| ------------ | ------------------- | ----------- | ------------------- | ----------- | ----------------------------- | ----------------------------- | ----------------------------- | ------------------- | ------------------- | ---- |
| 1995 Details | Nottingham          | Niederlande | 0:0 n. V. -:- i. E. | Russland    | & / England Wales unbekannt   | 6                             | & / England Wales unbekannt   | [ 12 ]              |                     |      |
| 1999 Details | Brasschaat          | Ukraine     | 4:2                 | Niederlande | keine Informationen verfügbar | keine Informationen verfügbar | keine Informationen verfügbar | [ 12 ]              |                     |      |
| 2002 Details | Brasschaat          | Ukraine     | 6:1                 | Russland    | Niederlande                   | 1:0                           | Portugal                      | [ 12 ] [ 22 ]       |                     |      |
| 2006 Details | Dublin              | Ukraine     | 5:2                 | Russland    | Niederlande                   | 2:1                           | Irland                        | [ 12 ] [ 34 ]       |                     |      |
| 2010 Details | Glasgow             | Ukraine     | 1:1 n. V. 9:8 i. E. | Russland    | Irland                        | 2:0                           | Niederlande                   | [ 12 ] [ 35 ]       |                     |      |
| 2014 Details | Maia                | Ukraine     | 3:0                 | Niederlande | Russland                      | 3:0                           | Irland                        | [ 12 ] [ 36 ]       |                     |      |
| 2018 Details | Zeist               | Russland    | 3:2                 | Ukraine     | Irland                        | 2:1                           | Niederlande                   | [ 21 ] [ 37 ]       |                     |      |
| 2022 Details | noch nicht vergeben |             |                     |             |                               |                               |                               | [ 21 ]              |                     |      |
| 2026 Details | noch nicht vergeben |             |                     |             |                               |                               |                               | [ 21 ]              |                     |      |
|              |                     |             |                     |             |                               |                               |                               |                     |                     |      |

Ozeanienmeisterschaften
Bisher gab es in Ozeanien keine internationalen Meisterschaften, da es dort zu wenige Mannschaften gibt. In Ozeanien sind nur zwei Mitglieder beim IFCPF gemeldet: Australien und Neuseeland. Australien hat aber trotzdem an den FESPIC Games 2006 und an der Europameisterschaft 2010 teilgenommen.
Südasienmeisterschaften
| Jahr         | Gastgeber           |          | Finale   | Finale   | Finale   |          | Spiel um Platz drei | Spiel um Platz drei | Spiel um Platz drei | Ref. |
| Jahr         | Gastgeber           | Sieger   | Ergebnis | 2. Platz | 3. Platz | Ergebnis | 4. Platz            |                     |                     | Ref. |
| ------------ | ------------------- | -------- | -------- | -------- | -------- | -------- | ------------------- | ------------------- | ------------------- | ---- |
| 2014 Details | Naypyidaw           | Myanmar  | 7        | Singapur | Thailand | 7        | Malaysia            | [ 38 ]              |                     |      |
| 2015 Details | Singapur            | Thailand | 3:0      | Myanmar  | Singapur | 2:1      | Malaysia            | [ 39 ]              |                     |      |
| 2017 Details | Kuala Lumpur        |          |          |          |          |          |                     | [ 21 ]              |                     |      |
| 2019 Details | Manila              |          |          |          |          |          |                     | [ 21 ]              |                     |      |
| 2021 Details | Hanoi               |          |          |          |          |          |                     | [ 21 ]              |                     |      |
| 2023 Details | Phnom Penh          |          |          |          |          |          |                     | [ 21 ]              |                     |      |
| 2025 Details | TBA                 |          |          |          |          |          |                     | [ 21 ]              |                     |      |
| 2027 Details | noch nicht vergeben |          |          |          |          |          |                     | [ 21 ]              |                     |      |
|              |                     |          |          |          |          |          |                     |                     |                     |      |